# Buckland in the Moor
Buckland in the Moor är en civil parish i Storbritannien.   Den ligger i grevskapet Devon och riksdelen England, i den södra delen av landet, 280 km väster om huvudstaden London.